# Discovery Hut
Discovery Hut és una cabana-refugi utilitzada per varies expedicions antàrtiques. Va ser construïda el 1902 per Robert Falcon Scott durant l'expedició Discovery de 1901-1904 i està ubicada a la punta de Hut Point a l'illa de Ross, a l'estret de McMurdo, a l'Antàrtida, a només 300m de la base estatunidenca de McMurdo. La cabana ha estat designada com a Lloc o Monument Històric (HSM 18), després d'una proposta de Nova Zelanda i el Regne Unit a la Reunió Consultiva del Tractat Antàrtic .
Hi ha certa confusió perquè a vegades també se l'anomena Scott's hut i es confon amb la cabana construïda el 1911 Cape Evans durant l'expedició Terranova.

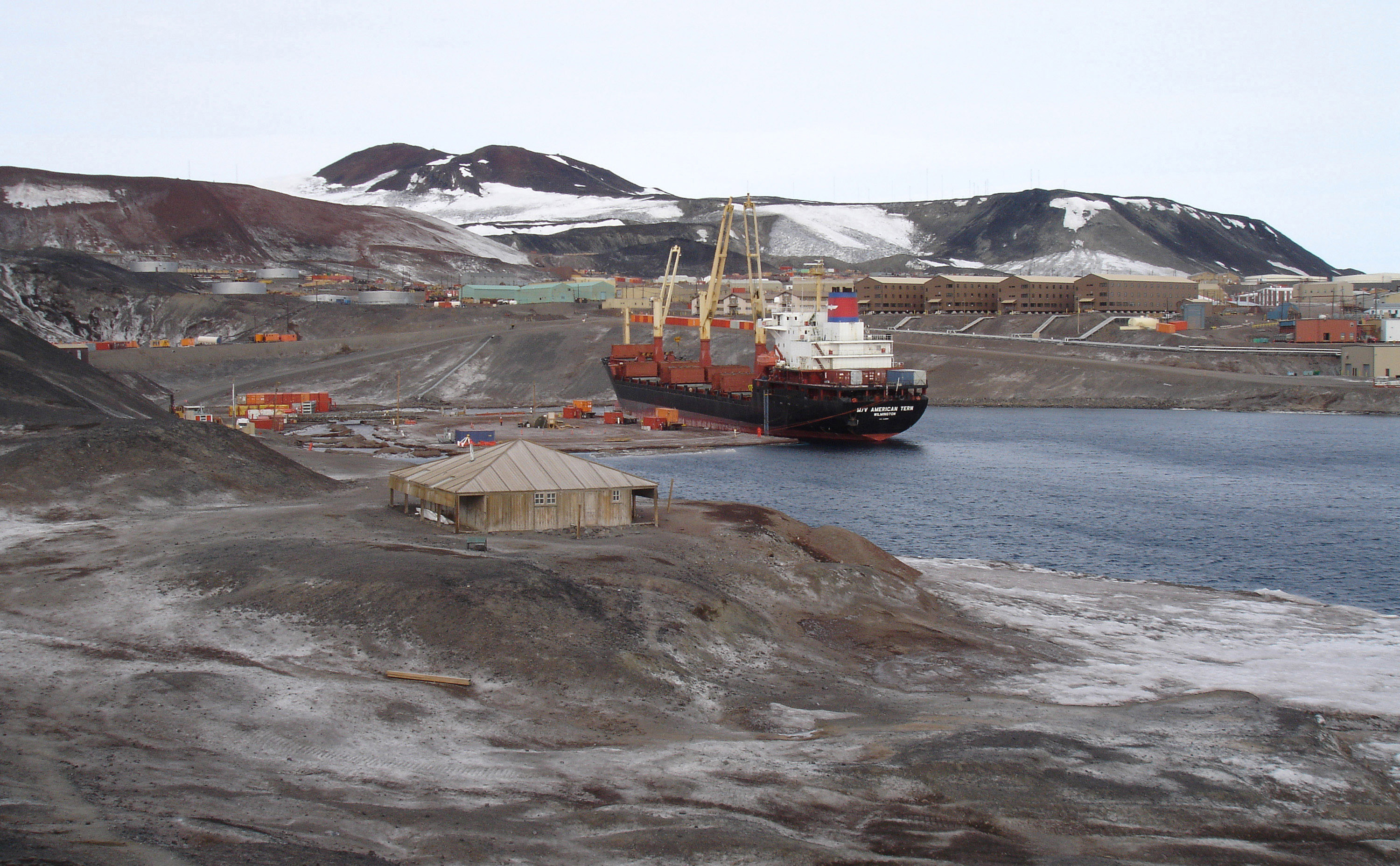
Discovery Hut, 2007 a l'illa de Ross, Antàrtida. Fotografia feta des de Hut Point amb l'estació de McMurdo al fons.

## Història

### Expedició Antàrtica Nacional Britànica 1901-1904

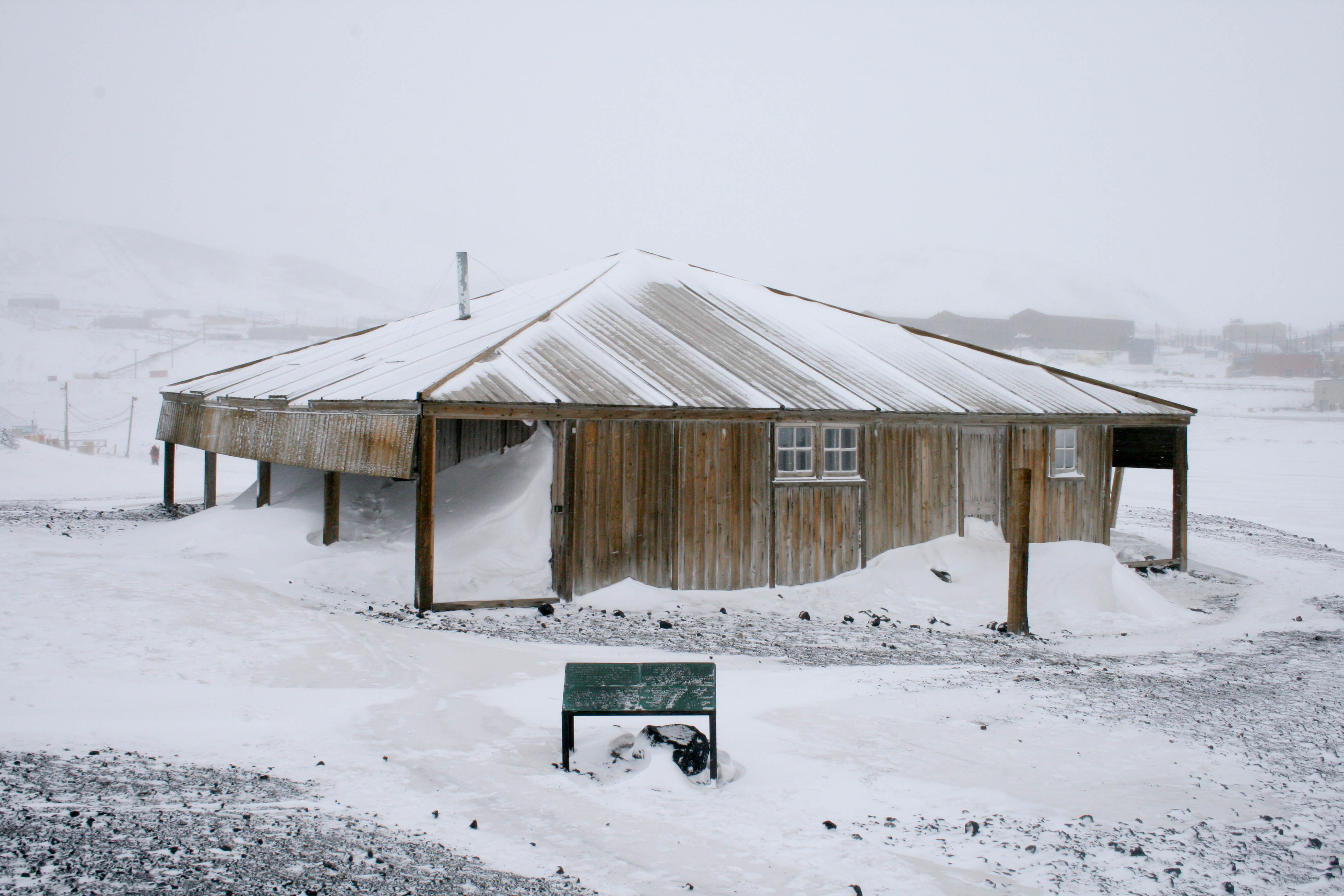
Discovery Hut el 2008. Va ser construïda el 1902 per l'Expedició Discovery de Robert Falcon Scott de 1901-1904.

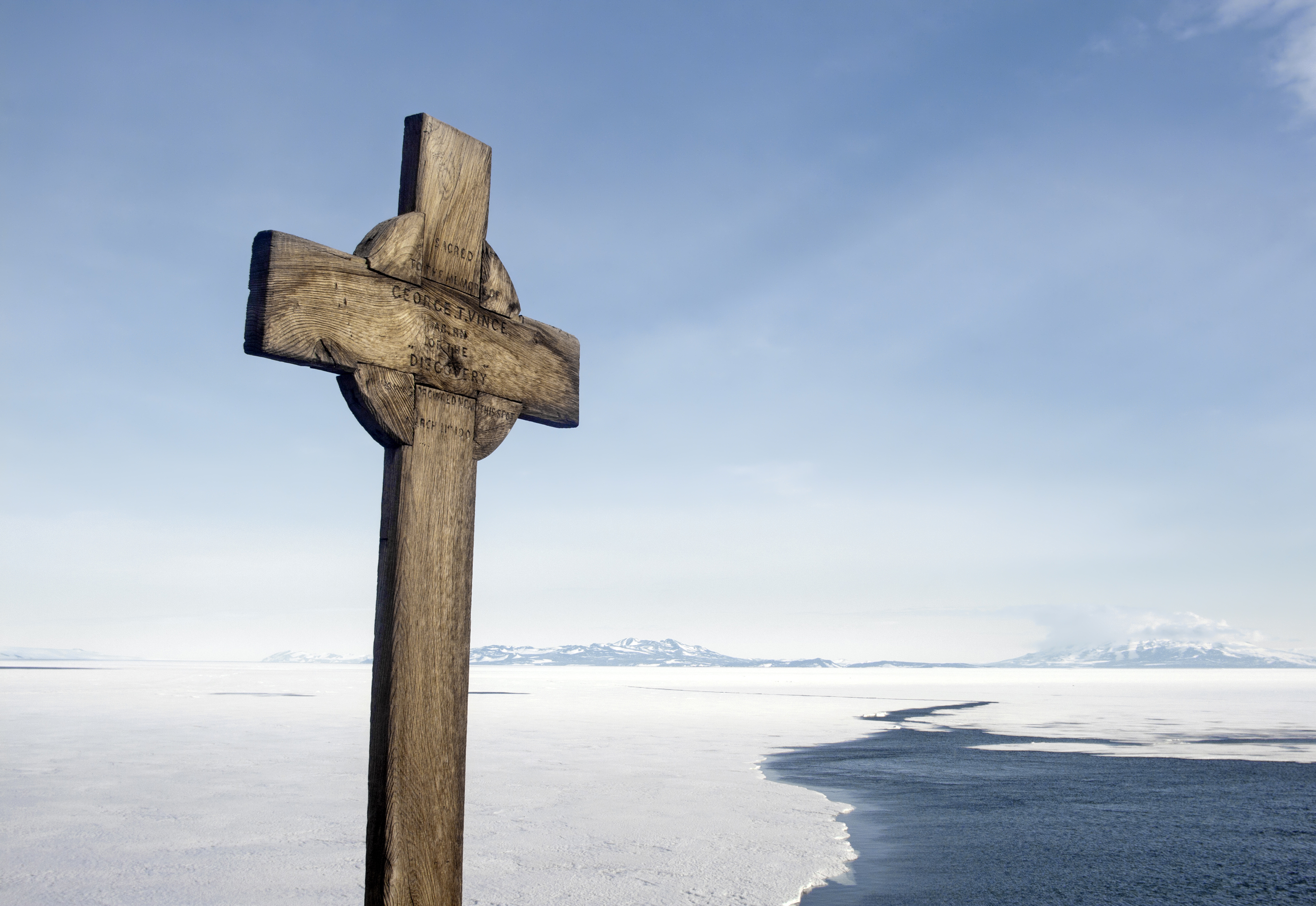
La creu de George Vince

La Discovery Hut va ser dissenyada pel professor Gregory (designat cap del personal científic i que va dimitir abans de l'inici de l'expedició) i prefabricada per James Moore de Sydney abans de ser transportada al sud en vaixell. És de planta quadrada, amb terrasses a tres costats. La teulada piramidal està sostinguda per un pilar central. L'aïllament es va proporcionar amb feltre col·locat entre les parets interiors i les exteriors de fusta. L'aïllament era insuficient per mantenir l'interior calent.
Hi ha una creu sobre el turó darrere de la cabana en memòria de George Vince, que va morir en un accident durant una ruta per la zona el 1904. La creu també ha estat designada com a Lloc o Monument Històric (HSM 19), després d'una proposta de Nova Zelanda i el Regne Unit a la Reunió Consultiva del Tractat Antàrtic .
Quan el Discovery finalment va deixar l'estret de McMurdo, es van endur tot l'equipament de la cabana, inclòs l'estufa. Només es va deixar un dipòsit de provisions per emergències.

### Expedició Antàrtica Britànica 1907–09
Shackleton va tornar a l'estret de McMurdo el febrer de 1908 i va descobrir que la porta no havia suportat una tempesta de neu del sud, i estava bloquejada per gel i neu per dins i per fora. Van haver d'entrar per una de les finestres. La va recondicionar per utilitzar la cabana com a magatzem de gran quantitat d'equipament, menjar i oli que havien de portar mentre intentaven arribar al pol. El grup polar va optar per dormir-hi abans de l'inici del viatge, però el grup de suport va dormir fora, a les tendes, ja que les consideraven més calentes. Van continuar utilitzant la finestra com a porta perquè a cada tempesta de neu, es tornava a bloquejar l'entrada principal. Els diversos grups de suport van fer ús de la barraca per a provisionar-se, ja que la base principal de Shackleton era a Cape Royds.
L'expedició al pol es va quedar a només 100 milles nàutiques (190 km) després de gairebé 1500km de trajecte. La nit del 3 de març de 1909, el grup del pol va tornar després d'haver estat absent 128 dies.

### Expedició Antàrtica Britànica 1910-1913

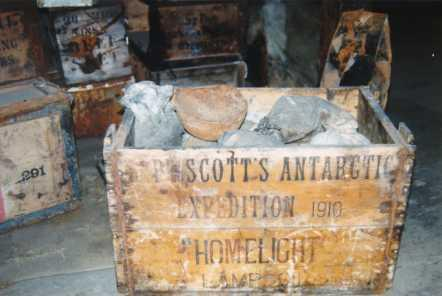
Provisions de l'expedició Terra Nova deixades a la cabana Discovery

Els membres de l'Expedició Terra Nova havien situat la base principal (la Scott's Hut) a Cape Evans el 1911. També van trobar la cabana del Discovery plena de neu i gel, però va ser netejada, reequipada i utilitzada durant el 1911 i el 1912 com a dipòsit de provisions. Es va convertir un un refugi important quan el mar no estava glaçat i no podien arribar a cap Evans.

### Expedició Transantàrtica Imperial 1914-1917

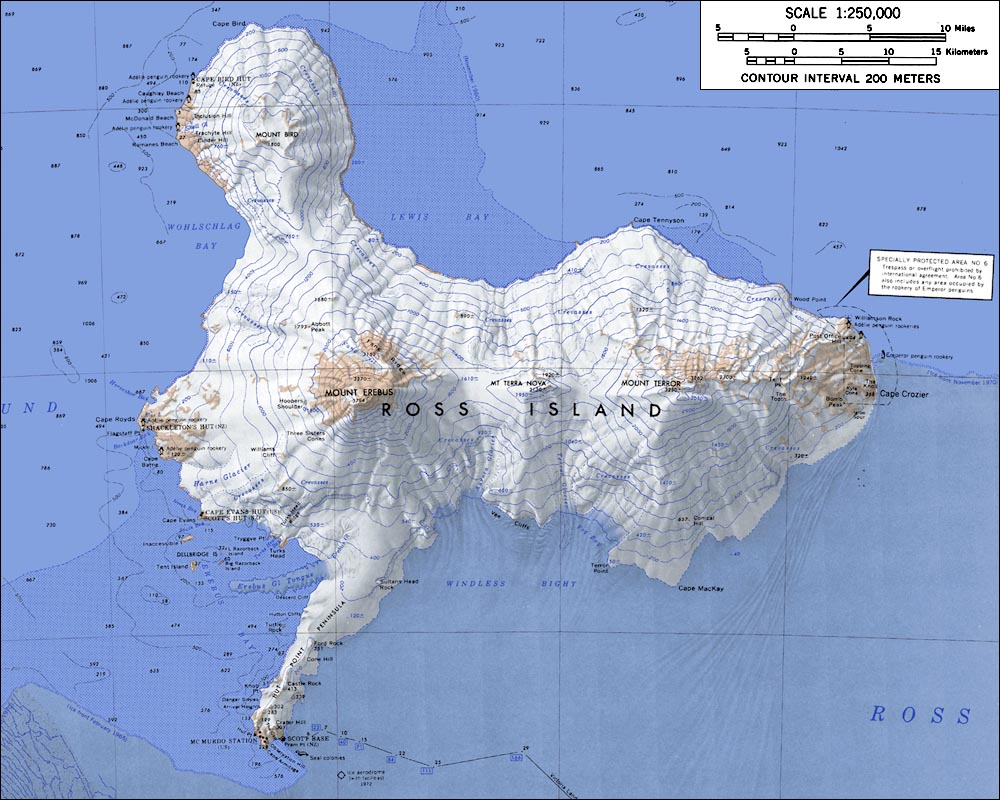
Mapa de l'illa de Ross amb les ubicacions de Hut Point, Cape Royds i Cape Evans

La cabana va tornar a ser utilitzada per l' equip del mar de Ross de l'Expedició Transantàrtica Imperial. Es va treure la neu i s'hi van col·locar provisions addicionals. La instal·lació del dipòsit situat a 80°, entre gener i març de 1915, va patir greus contratemps i els deu gossos que es van emportar van morir durant el viatge de tornada. Quan el 25 de març de 1915 tots els grups es van reunir a Hut Point, l'esgotament i el fred va provocar una pèrdua significativa de confiança cap el líder del grup del mar de Ross, Aeneas Mackintosh. L'estat del gel marí a l'estret de McMurdo va impedir el viatge de tornada fins a Cape Evans, i el grup va quedar aïllat a la cabana fins a l'1 de juny de 1915 en unes condicions molt dures. Van sobreviure obtenint carn fresca de les foques i combustible de la seva grassa..
Diversos homes van tornar a quedar atrapats a Hut Point a la següent temporada, després de la instal·lació del dipòsits per a la tornada del grup del pol.  Els cinc supervivents a l'esgotament, el fred i l'escorbut, van recuperar lentament les forces amb una dieta de carn de foca. El gel tornava a ser massa prim perquè poguessin arriscar-se a fer el viatge final a Cape Evans. El 8 de maig, debils i cansats de l'espera, Mackintosh i Hayward van arriscar-se i van caminar fins al cap Evans. Mai més se'ls va tornar a veure. Richards, Joyce i Wild van esperar fins al 15 de juliol per fer el viatge a Cape Evans. El greix de foca utilitzat com a combustible va impregnar totes les parets interiors i el mobiliari de la cabana.

### Conservació i deteriorament

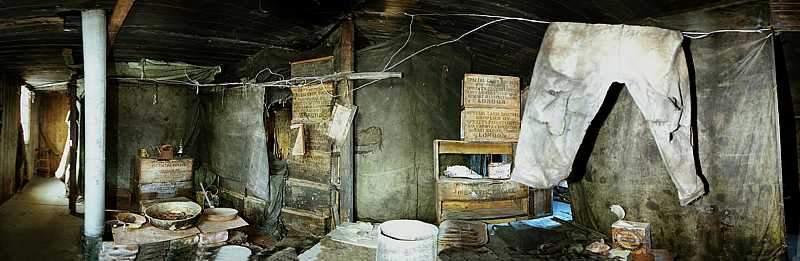
L'interior de la Discovery Hut l'any 2000

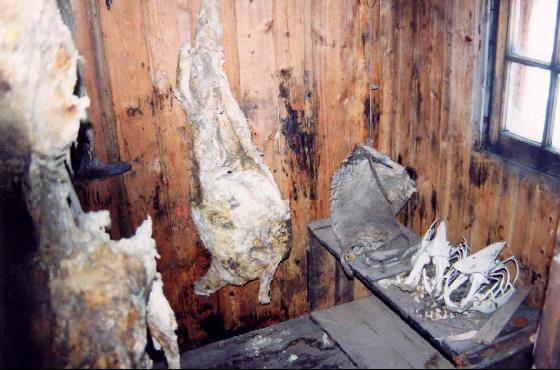
Les restes d'ovelles, de gairebé un segle d'antiguitat, encara penjades a la cabana Discovery, preservades per la temperatura que mai supera del punt de congelació.

Shackleton avisava als futurs exploradors antàrtics sobre l'estat de la cabana després de l'ús que en va fer l'equip del mar de Ross:
Els magatzems col·locats el 1902 estan intactes. Hi ha algunes caixes de provisions i oli addicional a la cabana, però no hi ha sacs de dormir, ni cap tipus de comoditat, ni fogons, i no s'ha de considerar com a res més que un refugi molt útil per començar qualsevol viatge al sud. No se n'han tret provisions ni equipament durant cap de les meves dues expedicions.
Després que l'expedició de Shackleton abandonés la cabana el 1917, va restar intacta fins al 1956, quan expedicionaris nord-americans la va visitar i se la van trobar enterrada per la neu i el gel. L'estat  de conservació era remarcable i incloïa moltes eines i elements de les dues expedicions anteriors. Tot i que es van endur alguns objectes com a records (i posteriorment altres expedicions també), la cabana va romandre en gran part tal com estava el 1917.
Nova Zelanda i el Regne Unit, des de la dècada de 1970, han assumit la responsabilitat de restaurar en diverses ocasions tant la cabana de Scott's Hut com la Discovery Hut.
Les baixes temperatures i el clima sec ha afavorit la conservació dels aliments, però la descomposició bacteriana s'ha seguit produint. Hi ha la preocupació que la tela d'aquestes cabanes estigui afectada a causa de la descomposició per fongs.